# Poluvsie (district de Prievidza)
Poluvsie (allemand : Halbendorf, hongrois : Erdőrét) est un village de Slovaquie situé dans la région de Trenčín.

## Histoire
La première mention écrite du village date de 1358.

## Démographie

### Évolution de la population
| Année:               | 1994. | 2004.   | 2014.   | 2024.   |
| -------------------- | ----- | ------- | ------- | ------- |
| Nombre de personnes: | 542   | 562     | 580     | 537     |
| Différence:          |       | +3,69 % | +3,20 % | -7,41 % |

| Année:               | 2023. | 2024.   |
| -------------------- | ----- | ------- |
| Nombre de personnes: | 539   | 537     |
| Différence:          |       | -0,37 % |

## Personnage célèbre
- Jozef Gabčík, héros national né le (8 avril 1912  à Poluvsie, fit partie du commando qui assassina Reinhard Heydrich le 27 mai 1942 à Prague.  Il décéda le 18 juin 1942, dans l'église Saint-Cyrille-et-Méthode à Prague, mettant fin à ses jours après 6 heures de combat désespéré contre les SS venus l'arrêter.